# Gutach (Schwarzwaldbahn)
Gutach (Schwarzwaldbahn) – miejscowość i gmina w Niemczech, w kraju związkowym Badenia-Wirtembergia, w rejencji Fryburg, w regionie Südlicher Oberrhein, w powiecie Ortenau, wchodzi w skład wspólnoty administracyjnej Hausach. Leży w Schwarzwaldzie, nad rzeką Gutach, ok. 33 km na południowy wschód od Offenburga, przy drodze krajowej B33.
Tutaj zamieszkał w 1889 malarz i ilustrator Wilhelm Hasemann (urodzony w Mühlberg nad Łabą), którego twórczość przedstawiała lokalne motywy architektoniczne, pejzażowe a przede wszystkim mieszkańców w tradycyjnych strojach i już za jego życia przyczyła się do upowszechnienia się sielskiego obrazu Schwarzwaldu. W jednym ze starych reprezentacyjnych budynków w centrum Gutach mieści się muzeum poświęcone Wilhelmowi Hasemannowi i innym malarzom (m.in. Carl Liebich), którzy wraz z Hasemannem tworzyli tu kolonię artystyczną.

## Zobacz też

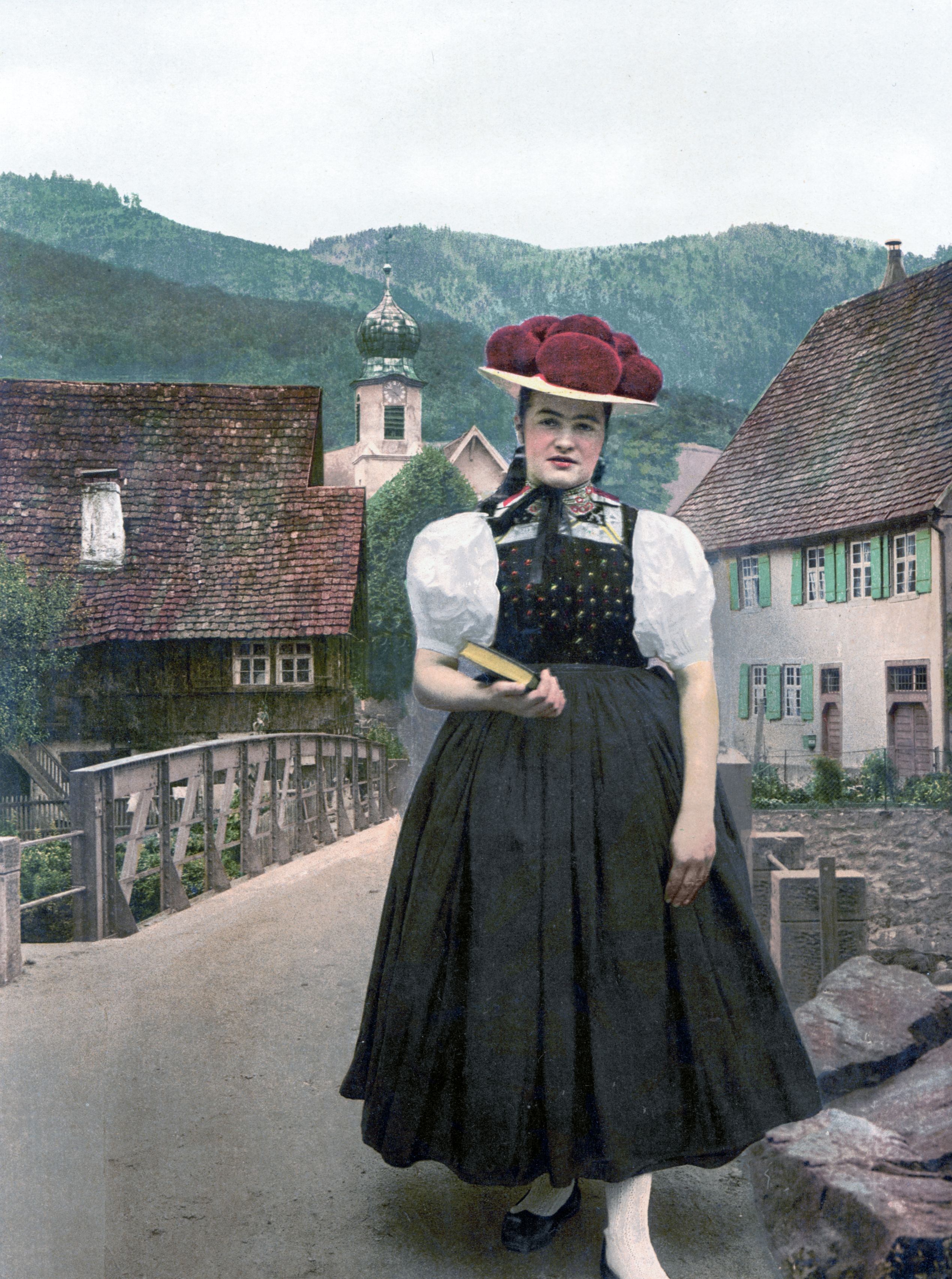
Fotografia z 1898 kobiety w stroju regionalnym z Gutach, w tle kościół św. Piotra

## Współpraca
Miejscowości partnerskie:
- Mühlberg/Elbe, Brandenburgia
- Stosswihr, Francja